# Delta del Don
El delta del Don (del ruso: Де́льта До́на), conocido en la Antigüedad clásica como Palus Maeotis, es el segundo delta de río más grande del mar de Azov, y está situado en la desembocadura del río Don, en el territorio del óblast de Rostov de la Federación Rusa.
La superficie del delta del Don ocupa alrededor de 538 km² (un 12.5 % de la superficie del delta del Kubán, a pesar del mayor volumen de las aguas del Don). El delta desemboca en el golfo de Taganrog del extremo nordeste del mar de Azov.

## Características

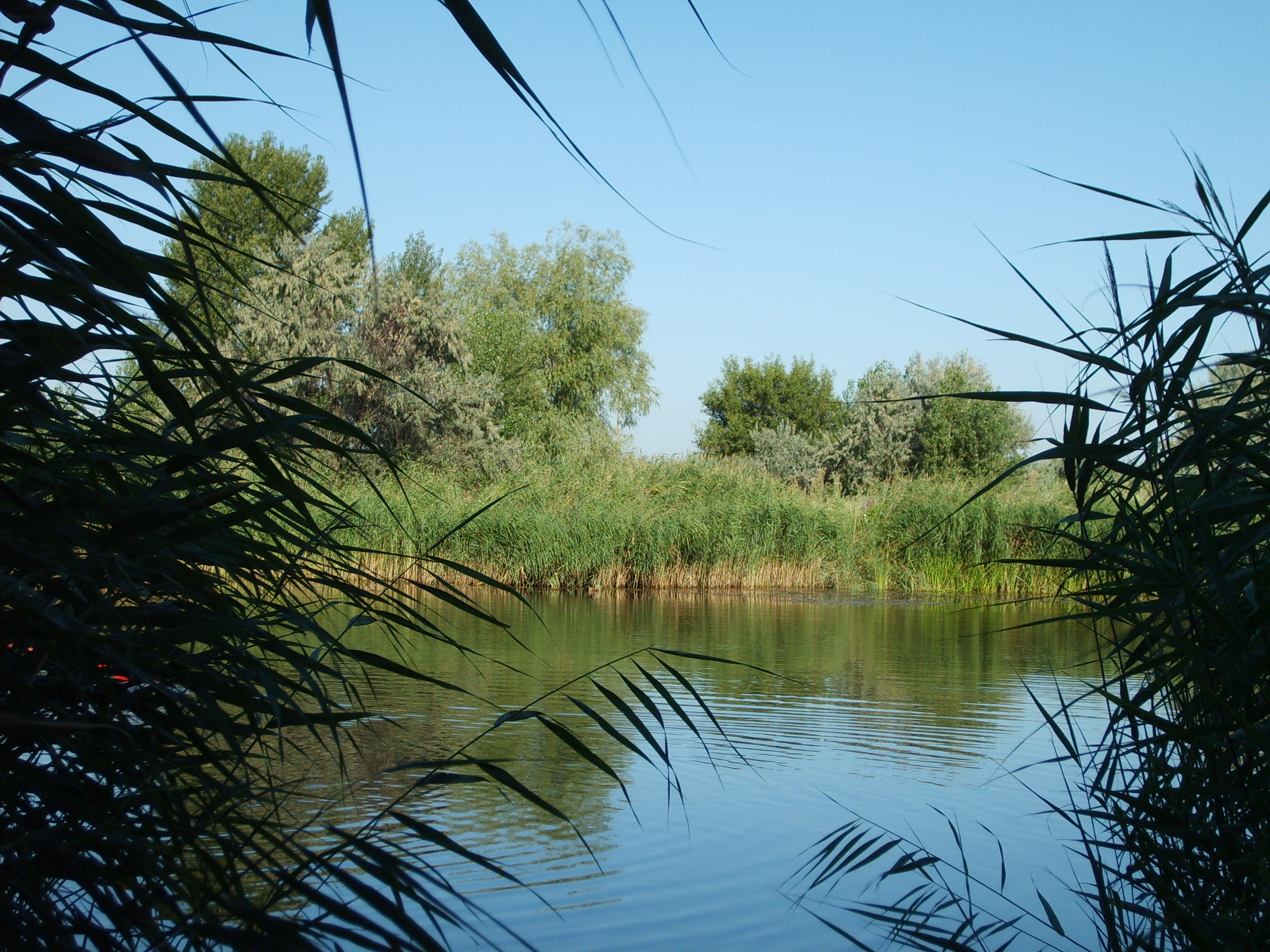
Yérik Lagútnik.

El delta comienza poco después de que las aguas del río abandonen la ciudad de Rostov del Don, en el emplazamiento de la antigua stanitsa Nizhne-Gnilovskaya, hoy parte de la ciudad. donde el río se ramifica a la derecha para formar el distributario no navegable Miortvi Donets ("Donets Muerto"). Más adelante surgen, siempre a la derecha los distributarios Bolshaya Kalanchá, Don Viejo, Bolshaya Kuterma, Perevoloka, Mókraya Kuterma y multitud de acequias, canales  (algunos de irrigación como el canal de Azov) y yérik (el más conocido es el Lagútnik). Inmediatamente al sur del delta desemboca el río Kagalnik.
El delta moderno representa una llanura plana aluvial con lagos terraplenados poco numerosos y prados, y un extenso estero cubierto de juncos, cañas y espadañas. Las arboledas acompañan a las corrientes de agua y se han formado numerosas islas y golfos poco profundos (kutami Babinski, Zelenkov). El clima de la zona es continental templado, sujeto a las influencias de los ciclones atlánticos y de los anticiclones que afectan a la parte europea de Rusia. La capa de nieve es inestable y desaparece en febrero. La alimentación del río, de origen nivopluvial, vierte unos 20 km ³ de la agua dulce por el delta, cifra que supone un descenso por la construcción en 1951 del embalse de Tsimliansk.
Antes de 1951, 4.700.000 toneladas de limos y arcillas eran depositadas anualmente por el río, cuyo delta se adentraba en el mar a un ritmo de 8 m por año. Los trabajos para mantener la vía navegable entre el mar de Azov y el Don se llevan a cabo constantemente pues las corrientes marinas tienden a depositar los sedimentos en la vía navegable. Originalmente esta circulaba por los distributarios Bolshaya Kuterma y Perevoloka, pero en 1928 se trazó un nuevo canal por el Don Viejo y el distributario Peschani.
El delta del Don tiene una rica y abundante flora y fauna, en la que destacan los faisanes y los chacales.

## Palus Maeotis
El Pantano de Meocia (en griego antiguo: ἡ Μαιῶτις λίμνη, ē Maiōtis límnē; en latín: Palus Maeotis) era el nombre aplicado en la Antigüedad clásica tanto a los pantanos en la desembocadura del Río Tanais en Escitia (moderno río Don en el sur de Rusia) y a la totalidad del mar de Azov (también conocido como Laguna Meocia, en latín: Mæotis Lacus.). La gente que vivía junto al mar era conocida como los meotes, aunque no resulta clara la identificación de este pueblo. Los ixomates eran una tribu de los meotes. Al sur de ellos vivían los sindos, cuyas tierras eran conocidas como Escitia (Sindica).
Las marismas eran una parada en la migración hacia occidente de los pueblos nómadas de la estepa de Asia Central. Los yacigios, tribu sármata, fueron uno de los primeros identificados, y estaban entre los aliados de Mitrídates II de Partia. La poco fiable Historia Augusta del siglo IV proclama que el emperador Marco Claudio Tácito obtuvo una victoria sobre los alanos cerca de las marismas durante su breve reinado en 275-276.